# Tetrarthrosoma horticola
Tetrarthrosoma horticola är en mångfotingart som först beskrevs av Carl Graf Attems 1911.  Tetrarthrosoma horticola ingår i släktet Tetrarthrosoma och familjen orangeridubbelfotingar. Inga underarter finns listade i Catalogue of Life.